# ایدرفوش
ایدرفوش (به سوئدی: Ydrefors) یک روستا در سوئد است که در بخش شیندا واقع شده‌است.